# Charles Racine (paysagiste)
Pour les articles homonymes, voir Charles Racine et Racine.
Charles Racine, né à Dieppe en France le 20 février 1859 et mort à Montevideo en Uruguay le 20 mars 1935, est un paysagiste français. Inhumé en mars 1935 au Cimetière britannique de Montevideo.
Il a fait partie des architectes paysagistes français, avec Édouard André et Charles Thays, qui ont travaillé sur la transformation de la ville de Montevideo en ville moderne.

## Biographie
En 1877, il commence ses études à l'École nationale d'horticulture de Versailles. Peu après avoir obtenu son diplôme, il part pour le Panama pour permettre la culture de légumes pour la Compagnie universelle du canal interocéanique de Panama qui a commencé les travaux de percement du canal en 1882 avant d'être en faillite en 1888. Il assure l'enseignement de l'horticulture dans des écoles pratiques d'horticulture. Il part ensuite pour l'Uruguay.
Son frère Louis-Ernest Racine (Dieppe 1861 - Montevideo 1903) a été jardinier en chef de la ville et du département de Montevideo à partir de 1890 et a réalisé des parcs et des jardins conçus par l'architecte paysagiste français Édouard André. 
En 1890, Charles Racine intervient pour réaliser le parc Federico Vidiella à Toledo. Il revient quelques années plus tard pour collaborer à la réalisation de l'arboretum de 192 hectares que réalise Antonio Lussich à Maldonado sur une propriété de 1800 hectares près de Punta Ballena, qu'il a acheté en 1896. En 1902, il est responsable du Jardin botanique de Montevideo.
Après la mort de son frère, il est nommé, en 1904, directeur de l'administration municipale des promenades et jardins de Montevideo. 
Il a créé à Montevideo plusieurs parcs et jardins. Il réalise la roseraie de Montevideo, au Prado, entre 1910 et 1912. 12 000 roses ont été importées de France en 1910.
En 1911, il aménage le parc Rodó dont la réalisation avait commencé en 1891 par les architectes paysagistes conçu par Edouard André et Charles Thays.
En 1916, il réalise le parc Carrasco, actuel parc Franklin Delano Roosvelt, à Ciudad de la Costa. Avec une surface de 350 hectares, c'est son plus grand projet.